# Страйк вантажоперевізників в Чилі 1972-1973
Страйк вантажоперевізників в Чилі 1972-1973 (ісп. Huelga de camioneros тисяча дев'ятсот сімдесят дві y 1973) - великомасштабна політична страйк власників і водіїв вантажного автотранспорту в Чилі  1972 - 1973. Була направлена проти  лівого уряду Сальвадора Альєнде. Проводилась під  правими антимарксистськими,  антикомуністичними гаслами. Значно посилила соціально-економічну та політичну кризу, сприяла  поваленню Альєнде 11 вересня 1973 року.

## Конфлікт лівого уряду з корпоративним профспілкою
На президентських виборах 1970 р. в Чилі перемогу здобув кандидат лівого блоку Народна єдність  соціаліст Сальвадор Альєнде - перший  марксист у світі, що прийшов до влади в результаті демократичних виборів. Стала проводитися в життя програма соціалістичних перетворень  (в тому числі націоналізація ключових сфер економіки). При цьому Альєнде розраховував зберегти демократичний лад і правовий порядок.
Політика Альєнде обмежувала б інтереси не тільки великої буржуазії, землевласників і іноземного капіталу, але і чилійського  середнього класу - дрібних підприємців, інженерів, техніків, викладачів, приватнопрактикуючих лікарів і юристів. В цьому соціальному шарі важливе місце займали приватні автотранспортники-вантажоперевізники, об'єднані в Національну конфедерацію власників вантажівок (CNTC). Конфедерація була загальнонаціональною  корпоративною профспілкою  греміалістского типу: поряд з великими транспортними магнатами, до неї входили і становили основну членську масу дрібні власники - водії своїх вантажівок. Політично Конфедерація стояла на правих позиціях. На чолі конфедерації стояв власник кількох вантажівок Леон Віларін - активний член ультраправої  антикомуністичної організації «Батьківщина і свобода» .
Невдачі економічної політики Альєнде посилювали в ній радикальні прокомуністичні тенденції . Подальше одержавлення вело до націоналізації вантажного автотранспорту. Ці плани зустріли жорсткий опір з боку CNTC.

## Антиурядове рух: мета, масштаб, наслідки
9 жовтня 1972 р. CNTC оголосила загальнонаціональний страйк протесту. Спочатку до страйку приєдналися близько 12 тисяч водіїв. Однак наказ Альєнде про арешт Віларіна і ще кількох керівників CNTC спровокував вибух обурення. Застрайкували 165 водійських організацій загальною чисельністю близько 40 тисяч осіб з 56 тисячами вантажівок . Леон Віларін і його соратники були звільнені під заставу, але це вже не могло зупинити протестів. Всього майже за рік в страйку брали участь до 150 тисяч осіб (цю цифру оголошував один з керівників  чилійської компартії  Володя Тейтельбойм).
Фінансову підтримку надав - за погодженням і за участю ЦРУ -  американська транспортна профспілка, що входить в АФТ-КПП. Загальна сума американських субсидій склала 7-8 млн доларів.
Особливість страйку полягала в тому, що конкретні економічні питання не мали в ній великого значення. Національний координаційний центр страйкарів сформулював ряд вимог до влади: заборона експропріацій, повернення націоналізованої власності власникам, конституційна реформа, що обмежує повноваження президента, розпуск проурядових комітетів, через які ліві активісти брали на себе управлінські функції на місцях, припинення політичної цензури щодо крайніх правих ЗМІ. Вимоги були викладені в заяві Pliego de Chile  Все це означало б фактичний саморозпуск правлячого блоку. Фактично мета страйкуючих полягала в усуненні уряду, який проводив під комуністичним впливом ворожу їм політику.
Страйк власників вантажівок стала стрижневим чинником антиурядового страйкового руху. До Конфедерації вантажоперевізників приєдналися інші великі греміалістські структури: Конфедерація малої промисловості, Конфедерація роздрібної торгівлі, профспілки гірників, портових працівників, викладачів, лікарів, асоціації студентів і старшокласників. У протестному русі в тій чи іншій формі брали участь до 500 тисяч осіб. У поєднанні з численними терористичними актами і протестними виступами, масові страйки найсильнішим чином дестабілізували уряд.
Економічно страйк CNTC паралізував країну - в силу географічних особливостей в Чилі майже немає залізничної мережі, сухопутні вантажоперевезення здійснюються виключно автотранспортом. Збитки, за урядовими даними, склали чималу за мірками Чилі того часу суму - 60 мільйонів доларів.

## Спроби придушення страйку і повалення уряду
Влада намагалася здійснювати різного роду контрзаходи. Були організовані бригади прихильників уряду, які намагалися організувати альтернативні вантажоперевезення. Транспорт страйкарів реквізували. Ліві організації встановлювали силовий контроль над підприємствами інших галузей. Багато лідерів протестів піддавалися арештам. Майже у всіх провінціях Чилі було введено надзвичайний стан.
Були спроби переговорів уряду з страйкуючими, однак досягнуті угоди не виконувалися жодною зі сторін. Націоналізація транспорту була неприйнятна для перевізників, але вже необхідна для уряду.
Уже 2 листопада 1972, менш ніж через місяць після початку страйку, Альєнде заснував особливий «військовий кабінет» на чолі з генералом  Карлосом Пратсом. Був також створений урядовий Національний транспортний комітет під головуванням адмірала Ісмаеля Уерти. У протиборстві з корпораціями уряд явно робив ставку на лояльних воєначальників. Незважаючи на те, що Пратс підтримував з Віларіном хороші особисті стосунки, переговори між ними не дали ефективних результатів .
До літа 1973 президент Альєнде схилився до введення надзвичайного стану у загальнодержавному масштабі із залученням збройних сил. Жорстке наведення порядку - в тому числі придушення страйків - передбачалося доручити  генералу Піночету. 27 червня 1973 Альєнде провів нараду за участю Піночета, на якій обговорив оперативну сторону режиму НС. Незабаром були оголошені поза законом професійні організації вантажоперевізників. У відповідь почалося приховування вантажівок, а також мікроавтобусів і таксі. Лідери страйку явно чекали збройного зіткнення.
11 вересня 1973 р. уряд Сальвадора Альєнде був повалений в результаті  військового перевороту під командуванням генерала Піночета. Національна конфедерація власників вантажівок Чилі вітала зміну режиму.